# Barbara Ciszewska-Andrzejewska
Barbara Ciszewska-Andrzejewska (ur. 5 czerwca 1974) – polska szpadzistka, medalistka mistrzostw Europy oraz mistrzostw Polski.
Była wychowanką Adama Medyńskiego w AZS Politechnika Wrocław oraz  AZS-AWF Wrocław. W 1993 została indywidualną mistrzynią Europy juniorek w Innsbrucku. Od 1993 reprezentowała barwy AZS-AWF Warszawa, a od 2002 Kolejarza Wrocław. Jej największym sukcesem było zdobycie wicemistrzostwa Europy w turnieju indywidualnym w szpadzie w 1998. W turniejach drużynowych dwukrotnie sięgnęła po brązowy medal tej imprezy (1998, 2004). Czterokrotnie startowała w mistrzostwach świata, zajmując indywidualnie miejsce 90 (1993), 18 (1997), 15 (1998) i 59 (1999), a drużynowo 13 (1997), 7 (1998) i 12 (1999).  Jeden raz zwyciężyła w zawodach Pucharu Świata (1 czerwca 1997 w Welkenraedt w Belgii). Była też brązową medalistką Uniwersjady w 1997.
W 1997 jako zawodniczka AZS-AWF Warszawa sięgnęła po indywidualne mistrzostwo Polski w szpadzie. W 1992 i 1998 zdobyła indywidualnie tytuł wicemistrzowski, a w 1993, 1994, 1996, 2003 i 2004 brązowe medale. W 2004 w walce o brązowy medal przyznała się w dogrywce do trafienia w matę, błędnie zaliczonego przez sędziów jako zwycięskie trafienie. Po powtórzonej akcji zadała decydujące, ważne trafienie, zdobywając medal.
W turnieju drużynowym wywalczyła mistrzostwo Polski 1992 i 1993, wicemistrzostwo Polski w 1990 oraz brązowe medale MP w 1989, 1994, 1997.